# Schwarzer Volta
Der Schwarze Volta oder Mouhoun ist ein Fluss im westlichen Afrika und der längste Quellfluss des Volta.

## Verlauf

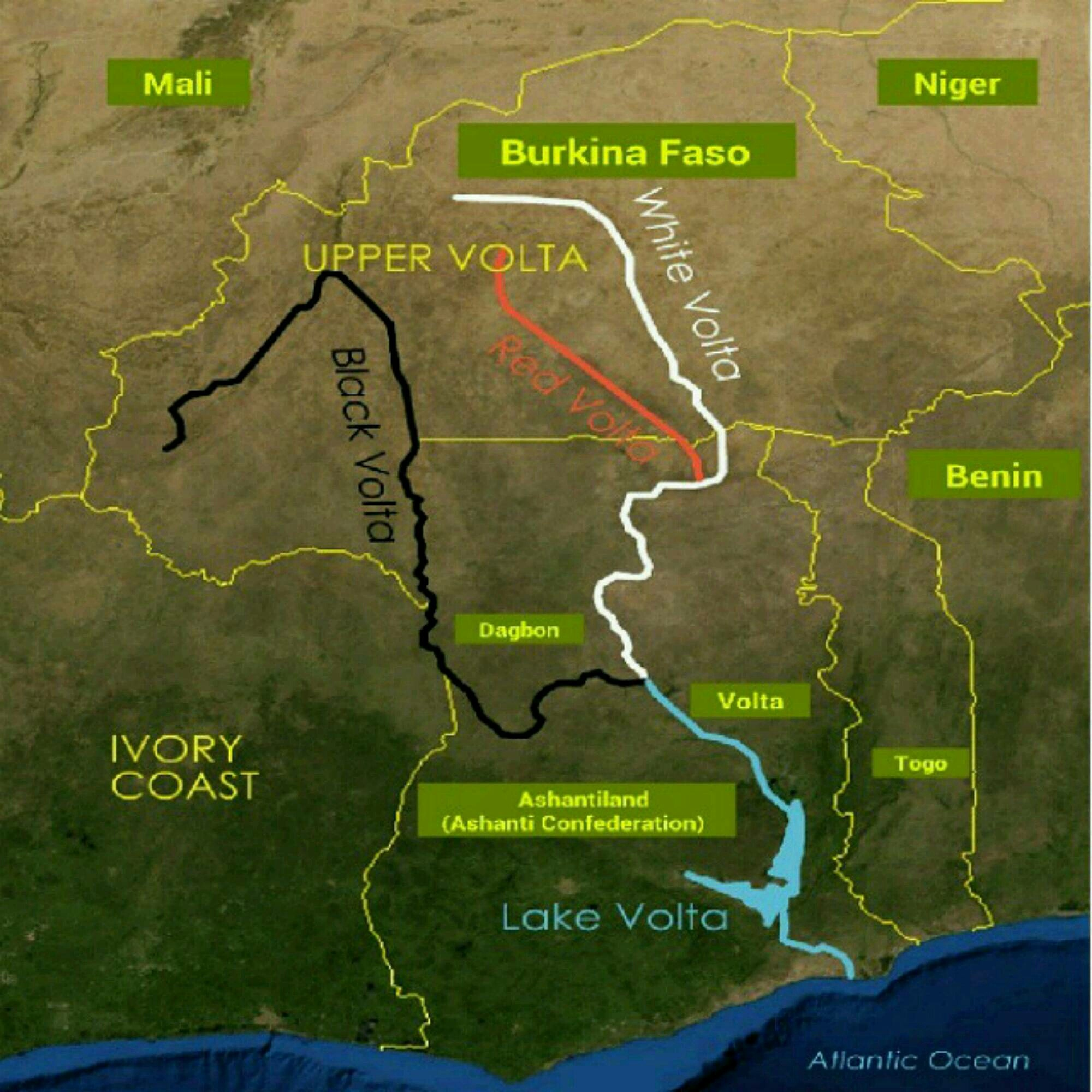
Schwarzer, Roter und Weißer Volta sowie der vereinigte Fluss.

Der Fluss entspringt im Westen von Burkina Faso, im Naturschutzgebiet Forêt classée de la Source du Mouhoun zwischen Orodara und Banfora, und hat eine Länge von 1352 km. Er fließt zunächst in nordöstlicher Richtung bis zur Mündung des Sourou. Dort ändert er seinen Verlauf nach Südosten und knapp 100 km weiter auf Süden. Erst etwa 500 km weiter fließt er wieder in großen Schleifen nach Osten, wo er sich mit dem Weißen Volta vereinigt. Der Zusammenfluss der beiden Flüsse befindet sich inzwischen meist, je nach Wasserstand, im Volta-Stausee.
Ein Teil der Grenze zwischen Ghana und Elfenbeinküste sowie Ghana und Burkina Faso wird durch den Schwarzen Volta gebildet.

## Hydrometrie
Die Durchflussmenge des Schwarze Volta wurde über 24 Jahre (1950–1974) in Bamboi etwa 220 Kilometer flussaufwärts von der Mündung gemessen (in m³/s).
- Diagrammdaten:
- Definition |
- Rohdaten |
- Hilfe

## Einzugsgebiet
Das Einzugsgebiet des Schwarze Volta wird mit 142.000 bis 149.000 km² angegeben, wovon sich gut 90.000 km² in Burkina Faso, etwa 7.000 km² in der Elfenbeinküste, gut 9.000 km² in Mali und die restlichen in Ghana befinden.

## Nebenflüsse
Nebenflüsse des Schwarzen Volta sind: Sourou, Grand Balé, Bougouriba, Poni, Kamba, Kuon, Bekpong, Kule Dagare, Aruba, Pale, San, Gbalon, Chridi, Oyoko, Benchi, Chuco, Laboni und Tain.